# Fyrst Igor
|  | For filmatiseringen af operaen, se Fyrst Igor (film fra 1969) |
Fyrst Igor (russisk: Князь Игорь Knjaz Igor) er en opera med en prolog og fire akter skrevet og komponeret af Aleksandr Borodin. Operaens libretto bygger på det gammelrussiske kvad Kvadet om Igors felttog om den russiske prins Igor Svjatoslavitjs felttog i 1185 mod de invaderende kumanere (poloveterne). I handlingen indgår også materiale fra andre tidligere kijev-russiske krøniker. 
Borodin påbegyndte sit arbejde med operaen i 1869, men nåede ikke at færdiggøre den inden sin død i 1887, og operaen blev derfor skrevet færdig af Nikolaj Rimskij-Korsakov og Aleksandr Glazunov. Operaen blev opført første gang på Mariinskij-teatret i Sankt Petersborg i den 4. november 1890 (23. oktober 1890 efter den gregorianske kalender). Operaens tredje akt er i nogle opførsler udeladt. 
Operaen, der bl.a. er kendt for sine polovetiske danse, anses som et af russisk operas hovedværker. Operaen er dog blevet kritiseret for sin manglende dramturgiske afslutning.

## Synopsis
Operaen foregår i 1185 i byen Putivl (prologen, 1. og 4. akt) og i en kumansk lejr (2. og 3. akt)
Det er uklart, hvorledes Borodin havde tænkt rækkefølgen mellem 1. og 2. akt. Nedenstående er den rækkefølge, der blev præsenteret af Korsakov og Glazunov. I flere opførelser er 3. akt udeladt. 

### Prolog
Pladsen foran katedralen i Putivl
Fyrst Igor forbereder sit felttog mod kumanerne, der tidligere har invaderet de russiske områder. Folket synger til hyldest af fyrsten, fyrst Igors søn og fyrstens hær. En solformørkelse finder sted til folkets forfærdelse, og to soldater deserterer. Igors hustru, Jaroslavna, ser solformørkelsen som et dårligt varsel, men Igor insisterer på, at æren tvinger ham til at gå i krig. Han drager afsted og overlader sin hustru til sin svogers, prins Galitzkijs,  varetægt. Folket synger en hyldest, da Igor drager afsted med sin hær mod kumanerne.

### Første akt
Scene 1: Vladimir Galitzkijs hof in Putivl
Galitzkijs følgere synger til hans ære. Senere synges om, hvorledes Galitzkij og hans mænd har bortført en ung kvinde, og hvorledes hun har bedt for at blive sendt tilbage til hendes fader uden at være bragt i vanære. Prins Galitzkij ankommer og synger om, at hvis han var prins af Putivl, så ville han drikke og feste hele dagen mens han udøvede retfærdighed og ellers have de smukkeste piger hele natten. Rigets penge ville han bruge på sig selv og sine mænd, og søsteren Jaroslavna ville blive forvist til en tilværelse i et kloster. En gruppe unge kvinder beder prinsen om at hjælpe deres bortførte veninde, men prinsen truer dem og sender dem bort, idet han fortæller, at hun har det godt, lever i luksus uden at skulle arbejde. Prinsen går tilbage til sine gemakker og får vin til sit følge. De overvejer, hvad der vil ske, hvis Jaroslavna hører om det passerede, men konkluderer, at hun intet kan gøre, da Fyrst Igor er draget i krig med alle sine mænd. Følget synger om, at de alle drikker og at Galitzkij støtter dem. Følget beslutter at gå til torvet for at udråbe Galitzkij til prins af Putivl.
Scene 2: Jaroslavnas gemak i paladset
Jaroslavna er alene og bekymrer sig over, at hun ikke har hørt fra Igor. Hun synger om sine natlige mareridt og om hendes glæde, da hun havde Igor ved sin side. En tjenerinde viser de unge kvinder ind, der fortæller Jaroslavna om deres bortførte veninde. De er ikke meget for at nævne bortførerens navn, men fortæller til sidst, at det er Galitzkij, og de fortæller, at hans fordrukne følge skaber utryghed i Putivl. Galitzkij træder ind i rummet og kvinderne løber væk. Jaroslavna spørger Galitzkij, om kvindernes historie er sand, men han affærdiger hende og siger, at hun skal behandle ham som en gæst. Jaroslavna Truer med, hvad Igor vil gøre, når han er tilbage, men Galitzkij svar er, at han kan sætte sig på tronen, når det passer ham. Jaroslavna beskylder Galitzkij for at gentage det forræderi, som han begik mod sin fader, men han svarer, at at det kun var for sjov og spørger om Jaroslavna mon har fået en elsker nu hvor Igor er draget afsted. Hun truer med at sende ham retur til deres far, og Galitzkij svarer, at han vil slippe pigen fri, men at han vil tage en anden senere, hvorefter han forlader værelset. Jaroslavna får nu at vide, at poloveterne har knust Igors hær og at de er på vej for at angribe Putivl. Igor er blevet såret og er taget til fange sammen med sin søn og bror. Jaroslavna beordrer at der skal søges hjælp i de nærliggende byer, men får at vide, at byen er omringet. Galitzkij vender tilbage og forlanger at blive udpeget til ny prins. Under det efterfølgnde skænderi angriber poloveterne byen; nogle flygter og andre forsøger at forsvare prinsessen.

### Anden akt
Aften i poloveternes lejr
Poloveterne synger og danser. Kontjakovna bryder ind i sangen og ønsker at hendes elskede vil komme til hende snart. De russiske fanger ankommer fra dagens arbejde og udtrykker deres taknemmelighed, da Kontjakovna og hendes hofdamer giver dem mad. Vagterne trækker sig tilbage for natten, og kun den kristne Ovlur forbliver for at holde øje med fangerne. Igors søn Vladimir synger om sit håb om, at hans kæreste vil komme til ham, nu hvor dagen dagen går på held. Hans udkårne er Kontjakovna. Hun kommer og de to synger om deres kærlighed og om at de vil gifte sig. De ved dog godt, at Kontjakovnas fader ikke vil give accept at et giftemål. De skilles, da de hører, at Igor kommer. Igor synger om hans vanære og hans forfærdelse over at være holdt fanget mens hans støtter er døde. Han håber at få chancen for at genvinde sin ære. Ovlur opfordrer Igor til at flygte. Poloveternes leder Khan Kontsjak spørger Igor om alt er vel, og Igor svarer, at en falk ikke kan leve i fangenskab. Kontsjak siger, at da Igor ikke bad om nåde, er han ikke en fange, men en gæst af ære ligeværdig med Kontsjak og tilbyder Igor frihed, hvis han lover ikke at gå i krig mod ham igen, men Igor kan ikke give et sådant løfte. Kontsjak ærger sig over, at de ikke var født som allierede, da de i så fald ville have erobret hele Rusland. Han kalder på de polovetiske slaver for at underholde sig og Igor. Mens slaverne danser de polovetiske danse, synger de til Kontsjaks ære.

### Tredje akt
I udkanten poloveternes lejr
Poloveternes hær vender tilbage i triumf. Kontsjak synger om sejren i Putivl og forudser den snarlige erobring af hele Rusland. Igors søn Vladimir og de andre fanger beder Igor om at flygte, men Igor tvivler, da han er skamfuld og mener, at det er andre russeres pligt at hjælpe moderlandet. Ovlur ankommer og meddeler, at han har forberedt heste til Igor og Vladimir, og Igor beslutter sig for flugt. Kontsjakovna ankommer og beder Vladimir om at vise sin kærlighed ved enten at tage hende med eller ved at blive hos hende. Igor beder sin søn om at tage med, men Vladimir kan ikke forlade Kontsjakovna, der truer med at vække vagterne. Til sidst flygter Igor alene og Kontsjakovna alarmerer vagterne. Hun og hendes fader nægter at lade poloveterne dræbe Vladimir. I stedet beordrer Kontsjak vagterne dræbt og han ægter Vladimir til sin datter. Kontsjaks respekt for Igor forøges.

### Fjerde akt
Daggry ved bymuren i Putivl
Jaroslavna græder over at være adskilt fra Igor og over Igors nederlag. Da hun ser ud over ødelæggelserne i Putivl, ser hun to ryttere i det fjerne. Det er Igor og Ovlur, der nærmer sig. Igor og Jaroslavna forenes og synger om glæder ved hinanden og ved forventningen om, at Igor vil føre russerne til sejr i kampen mod poloveterne. Klokkerne ringer i Putivl og folket samles og overbevises om, at det er Igor, der er vendt tilbage og Igor og den kommende sejr hyldes.

## Opførelser i Danmark
Fysrt Igor blev opført første gang i Danmark ved Stockholmoperaens gæstespil på Det Kongelige Teater i 1933. Forinden havde Det Kongelige Teater i 1925 og senere opført De Pavoletiske danse. Operaen blev opført ved gæstespil på Casino i 1938 og i Falkonercentret i 1968 og i 1974. Det Kongelige Teater foretog den første egenopsætning af operaen i 1976, hvor Lisbeth Balslev havde rollen som sopranen Jaroslavna.